# 호시마치 스이세이
호시마치 스이세이는 일본의 버츄얼 유튜버, 버츄얼 아이돌이다. 소속사무소는 홀로라이브 프로덕션이다. Midnight Grand Orchestra의 멤버로서 토이즈 팩토리에도 소속되어 있다. 애칭은 스이쨩. 일본 부도칸에서 라이브하는 것을 목표로 하고 있다.

스이세이의 서명

## 개요
캐릭터를 영원한 18세 고등학생 아이돌 VTuber로 설정했고, 가수 활동이나 게임실황 등의 라이브 방송 등, 일러스트나 동영상도 만들고 있다. 팬덤 이름은, 2019년 5월 19까지는 '코메토모'였지만, 이후로는 '호시요미'를 사용하고 있다.
2018년 3월 18일에 Youtube 채널을 개설, 같은 날에 자신의 Twitter 계정에 캐릭터 디자인을 공개했다. 그 후 같은 달 22에 Youtube 채널에 첫번째 영상을 투고했다. 프리랜서로서 활동하는 개인세로서 데뷔했고, 자신의 아이콘이나 로고, 캐릭터 디자인, Live2D의 설정, 동영상의 편집 등 모든 것을 스이세이 혼자서 했다.
2019년 5월 19일에 Hololive production 안에 새로 설립된, 음악 활동에 특화된 레이블 '이노나카 뮤직'으로 소속을 옮겼다. 같은 해 12월 1일에 스이세이의 서포트 강화 등의 이유로 이노나카 뮤직에서, 여성 버츄얼 유튜버 그룹인 '홀로라이브'로의 이적을 발표했다. 홀로라이브로의 이적과 동시에 캐릭터 디자인을 담당하는 디자이너가 스이세이에서 手島nari로 변경되었고, Live2D 모델의 제작 담당은 rariemonn로 변경되었다.
2019년 10월부터, bilibili에서 호시마치 스이세이의 명의로 라이브 방송을 개시했다. 2020년 3월 17일에는 함장 1000명을 넘기고, bilibili 투고자 가운데 4번째로, 버츄얼 유튜버로서 처음으로 1000명의 함장을 달성했다. bilibili의 시청자 사이에서는, 모든 기술에 정통하고 종합적으로 균형 잡힌 인물을 나타내는 육각전사(六战形士)라고도 평가받고 있다.
2020년 1월 24일 토요슈 PIT에서 개최된 'hololive 1st Fes. 논스톱 스토리'에서 3D 모델을 처음 선보였고, 같은 해 3월 1일 자신의 채널에서 3D 모델을 선보이는 전송을 실시했다.3D 모델을 만든 것은, 3DCG 모델레이터 八剣이다.
2023년 1월 20일에는 VTuber 최초로 THE FIRST TAKE에 출연하여 프리미어 공개 동시 시청자 수는 같은 채널 사상 최대인 약 15만 9500명을 기록하였다.
2023년 1월 20일에는, VTuber로서 역사상 처음으로 THE FIRST TAKE에 출연, 프리미어 공개 동시 시청은 채널 역사상 최대의 약 15만9500명을 기록했다.

## 약력
2018년
- 3월 18일 - 트위터에서 활동을 시작
- 3월 22일 - 유튜브에서 활동을 시작
- 7월 2일 - VTuber그룹 「S:gnal」에 소속
- 8월 5일 - S:gnal을 탈퇴
- 11월 22일 - 자신의 첫 오리지널 곡 『comet』을 공개

2019년
- 5월 19일 -커버 산하의 음악 레이블 「이노나카 뮤직」에 소속
- 10월 - 빌리빌리에서의 방송을 시작
- 12월 1일 - 커버 산하 버츄얼 유튜버 소속사 「홀로라이브」로 이적

2020年
- 1월 31일 - 유튜브 채널 구독자 10만 명을 달성

2021年
- 6월 26일 - 유튜브 채널 구독자 100만 명을 달성했다. 전달한정EP「Bluerose / comet」을 발매
- 7월 8일 - 전달한정EP「駆けろ / 天球、彗星は夜を跨いで(달려라 / 천구, 혜성은 밤을 건너며)」를 발매
- 8월 22일 - 전달한정EP「自分勝手Dazzling / バイバイレイニー (제멋대로 Dazzling / 바이바이 레이니)」를 발매
- 9월 29일 - 1st 정규앨범 「Still Still Stellar」을 발매
- 10월 21일 - 첫 라이브 이벤트 「Hoshimachi Suisei 1st Solo Live "STELLAR into the GALAXY" Supported By Bushiroad」를 豊洲PIT에서 개최

2022年
- 3월 31일 - TAKU INOUE와의 유니버스 뮤직 프로젝트 「Midnight Grand Orchestra」로서 VIA에서 메이저 데뷔. 다음날, 전달한정EP「TEMPLATE / Wicked feat.Mori Calliope」를 발매
- 9월 15일 - 목 수술 때문에 1개월 반 활동 중단 발표
- 11월 4일 - 자신의 유튜브 채널에서 라이브 방송 활동 재개

2023年
- 1월 25일 - 2nd 정규앨범 「Specter」를 발매
- 1월 28일 - 2nd 솔로라이브 「Hoshimachi Suisei 2nd Solo Live "Shout in Crisis"」를 개최

## 활동
음악활동, 게임실황 등 방송활동, 일러스트나 디자인 작업, 동영상 편집 등을 하고 있다.
일러스트 디자인에서는 자신의 유튜브 채널이나 트위터에서 이용하는 콘텐츠 작성 외에도 다른 버츄얼 유튜버의 유튜브 채널 로고 일러스트 작성 등을 작업했다. 동영상 편집에 있어서는 자신의 유튜브 채널에서 투고하는 동영상 이외에도 Re:AcT나 홀로라이브에 소속된 버츄얼 유튜버의 뮤직비디오를 제작하여 영상 편집자로도 활동하고 있다.
지난 2019년 3월부터 같은 해 5월까지 코코나라에서 새롭게 버츄얼 유튜버로 활동을 시작하려는 이들을 지원하는 활동을 진행했다.
2020년 3월 1일에 실시한 3D 모델 공개 방송에서는, 라이브로서 오리지널 곡과 커버곡을 라이브로 불러, 높은 가창력을 선보였다. 라이브 방송 최대 동시 접속자 수는 약 55,000명을 기록하며 트위터에서는 트렌드 세계 1위를 차지했다.
2020년 4월부터는 문화방송 초A&G+에서 첫 라디오 '호시마치 스이세이의 MUSIC SPACE'를 담당했다. 같은 해 6월 17일에는 문화방송에 이어서 일본 지상파 라디오 프로그램에 버츄얼 아티스트로서 최초로 스튜디오 라이브 '음악으로 일본을 올린다!'를 버츄얼 유튜버 둘과 함께 진행했다.
2021년 6월부터는 3개월 연속으로 디지털 싱글 발매를 발표했다. 제 1탄은 『comet』과 신곡 『Bluerose』를 수록한 「Bluerose / comet」, 제 2탄은 『천구, 혜성은 밤을 건너며』와 신곡 『달려라』를 수록한 「달려라 / 천구, 혜성은 밤을 건너며」, 제 3탄은 신곡 『제멋대로 Dazzling』과 신곡 『바이바이레이니』를 수록한 「자기 멋대로 Dazzling/바이바이레이니」가 발매됐다. 또한, 2021년 9월 첫 정규앨범 「Still Still Stellar」 발매가 결정됐다. 10월에는 이 앨범을 기념한 최초의 유관중 라이브 「STELLAR in to the GALAXY」가 개최된다고 발표했다.
2022년 3월에는 활동 4주년을 기념해 유튜브 라이브 「Selfish of a Rough Stone」에서 신곡 『Wicked』와『TEMPLATE』를 피로했다. 『TEMPLATE』은 같은 날 모바일 게임 「태고의 달인★신곡 무제한 듣기!」에 수록되었고, 다음날 두 곡이 수록된 전달한정EP 「TEMPLATE / Wicked feat.Mori Calliope」가 발매되었다. 같은 방송에서 TAKU INOUE의 음악 프로젝트 「Midnight Grand Orchestra」로서 음악 레이블 VIA로부터의 메이저 데뷔가 발표되었다.
2022년 9월 15일, 자신의 유튜브 채널 라이브 방송중에 목 수술과 그에 따른 약 1개월 반의 휴식을 발표했다. 같은 해 11월 4일에 자신의 유튜브 채널에서 복귀 방송을 칭한 3D 라이브를 감행했다. 방송에서는 2nd 정규앨범 『Specter』의 발매 및 2nd 솔로라이브 『Shout in Crisis』의 개최를 발표했다. 같은 방송에서는 2nd 앨범의 수록곡 중, 『작열로부터 순정（wii-wii-woo）』을 피로했다. 이 곡은 다음날 정오부터 음악 전달이 시작되었다.
음악 활동
2018년 4월 30일에 자신의 유튜브 채널에 첫 「노래해 보았다」동영상을 투고했고, 그 후에도 몇 개의 악곡을 커버해 투고하고 있다. 그 외에도 라이브 중계를 하면서 노래방 음원을 사용해 노래하는 방송 (통칭 우타와꾸)을 실시하고 있다.
오리지널 곡
『comet』
2018년 11월 22일에 공개된 악곡. 작사작편곡은 *Luna.
2018년 7월 2일에 자신의 라이브 방송에서 특별 발표를 했다. 발표는 같은 해 9월에 공개되기로 했지만, 2개월이 밀리게 되었다. 이것은, 2018년 7월 2일에 활동하게 된 버츄얼 유튜버 그룹 「S:gnal」 참가했으나, 활동 방향성 차이가 좁혀지지 않고, 같은 해 8월에 탈퇴하게 되었기 때문이다.
악곡의 뮤직 비디오는 스이세이 자신이 제작했다.
악곡의 제작과 함께, 스이세이는 *Luna에게 「아이돌다움은 딱히 없어도 되니, 호시마치 스이세이를 보여준다는 느낌으로 곡을 써주세요」라고 부탁했다.
2018년 12월 29일에 방송된 「V홍백가합전」에서 comet이 소개되었다. 방송 후 유튜브 맴버십 구독자가 약 2500명에서 5000명으로 약 두 배 증가했다.
2021년 6월 26일에 『Bluerose』와 함께 3개월 연속 디지털 싱글 발매의 제 1탄으로서 디지털 발매했다.
오리콘 차트 디지털 싱글(단곡) 데일리 랭킹에 6위로 오르게 되었다. Billboard Japan Download Songs에는 2021년 7월 7일자로 25위, 2021년 7월 14일자로 97위를 달성했다. 또한, Apple Music 일본 Top 100 Electronic Songs에는 2021년 7월 4일자로 42위에 랭크인했다. iTunes 대만 Top 100 Electronic Songs에서는 2021년 7월 4일에 2위로 랭크인했다.

『천구, 혜성은 밤을 건너며』
2019년 3월 22일에 공개된 악곡. 작사작편곡은 キタニタツヤ.
2019년 2월 22일에 자신의 유튜브 채널에 제작을 발표했다.
악곡의 뮤직 비디오는 자신이 만들었다. 공개된 프리미어 동영상은, 2020년 3월 28일에 100만 조회수를 달성했다.
1st 오리지널 곡 『comet』의 발주 이전에 제작된 곡으로, 악곡의 제작에 대해, 스이세이는 キタニタツヤ에게 「왕도의 아이돌 수록곡 같은 곡은 절대 사절입니다. 아티스틱한 노선으로, 조금 하이컬러한 방향으로 작곡해주시면 좋겠어요」라고 부탁했다. 곡이 완성된 후 첫 곡보다 두번째 곡으로서 내는 것이 좋다는 판단, comet보다 나중에 발표되었다.
2020년 1월 28일에 豊洲PIT에서 개최된 「hololive 1st Fes. 논스톱・스토리」에 있어, 처음으로 공개된 3D 모델과 함께 악곡을 피로했다.
2021년 7월 9일에 『달려라』와 함께 3개월의 디지털 싱글 발매 제 2탄으로 디지털 발매했다. 오리콘 차트 디지털 싱글 (단곡) 데일리 랭킹에는 첫 발매 3위를 달성했다.
2021년 11월 30일에는 1000만 조회수를 달성했다. 유튜브 내 커뮤니티로 곡에 대한 생각을 적었다.

『NEXT COLOR PLANET』
2020년 3월 21일에 발표된 곡. 작사는 호시마치 스이세이, 작편곡은 酒井拓也이 담당했다. 약칭은 「カラプラ(카라프라)」.

『NOW ON SPACE』
2020년 4월부터 문화방송 초A&G+에서 방송된 인터넷 라디오 「홀로라이브 presents 호시마치 스이세이의 MUSIC SPACE」의 프로그램 테마송으로 만들어진 악곡. 작사는 호시마치 스이세이, 작곡은 サカノウエヨースケ.
작사는 라디오 청취자로부터 가사의 프레이즈가 되는 키워드를 모집해, 스이세이가 그 키워드를 이용해 작사했다. 4월 26일에는 테마송의 신시사이저 멜로 버전과 인스트 버전이 각각 공개됐다.
2020년 6월 17일 방송된 음악으로 일본을 올린다!의 세션 중 두 명의 버츄얼 유튜버와 함께 작사한 악곡을 선보였다. 이 시점에서 곡명은 「호시마치 스이세이의 MUSIC SPACE 테마송」이며, 가제목이었다.
2020년 10월 4일의 방송에서, 곡명이 「NOW ON SPACE」로 결정되었다고 발표했다. 곡명은 완성 음원의 수록때까지 정해지지 않았기 때문에, 수록 완료 후 후보 중에서 결정되었다.
라이브로서는 2021년 3월 21일에 SPWN에서 전달된 버츄얼 유닛 페스 「VILLS」vol.2에서 처음으로 피로했다.

『Pieces』
2020년 7월 25일에 개최된 Bilibili Macro Link에서 발표된 악곡으로 작사・작편곡은 Lyka.
2020년 6월 15일에 Bilibili 한정으로 방송된 「【B한정3D]】 중대발표!오리지널 곡 공개!」에서 오리지널 송이 Bilibili Macro Link에서 피로되는 것이 결정되고, 악곡의 전반부가 선공개 되었다.
라이브에서는, 2020년 7월 25일에 Bilibili Macro Link, 같은 해 8월 7일에 BilibiliWorld 2020에서 피로되었다.

『GHOST』
2021년 4월 13일에 공개된 곡. 작사는 호시마치 스이세이, 작편곡은 佐藤厚仁. 연주는, 기타가 佐藤厚仁, 베이스와 드럼을 각각 森本練과 北村望가 담당했다.

『Bluerose』
2021년 6월 25일에 공개된 악곡. 작사・작곡은 夏代孝明, 편곡은 渡辺拓也가 담당했다.
자신의 유튜브 채널에서 2021년 6월 25일에 실시한 방송에서 3개월 연속 디지털 싱글 발매와 함께 발표했다. 또한, 같은 방송에서 처음으로 피로했다.
2021년 6월 26일에 『comet』과 함께 3개월 연속 디지털 싱글 발매의 제 1탄으로서 디지털 릴리스했다. 같은 곡에서 디지털 발매와 함께 TikTok에서도 악곡이 발신되었다.
오리콘 차트 디지털 싱글 (단곡) 데일리 랭킹에 첫발매 5위를 달성했다. Billboard JAPAN Download Songs에서는 2021년 6월 30일자로 94위, 2021년 7월 7일자로 17위, 2021년 7월 14일자로 67위를 달성했다. 또한, Apple Music 일본 Top 100 Electronics Songs에서 2021년 7월 4일자로 19위에 랭크인했다. iTunes 대만 Top 100 Electronic Songs에서 2021년 7월 4일자로 1위에 랭크인했다.
『달려라』
2021년 7월 8일에 공개된 악곡. 작자작편곡은 みきとP이 담당했다. 드럼은 SHiN이 담당했다.
자신의 유튜브 채널에 공표했고 같은 날에 진행한 방송에서, 3개월 연속 디지털 릴리스 두번째 달에 싱글곡으로써 발표했다.
2021년 7월 9일에 Apple Music, iTunes에서 2021년 7월 10일에 다른 디지털 서비스로 『천구, 해성은 밤을 건너며』와 함께 3개월 디지털 싱글 발매의 제 2탄으로써 디지털 릴리스 되었다.
오리콘 차트 디지털 싱글 (단곡) 데일리 랭킹에서는 첫발매 4위를 달성했다. 2021년 7월 9일에 iTunes 일본 Top 100 Albums에서 1위에 랭크인했다.
『제멋대로 Dazzling』
2021년 8월 17일에 발표한 악곡. 작사는 Rute, 작곡은 酒井拓也, 편곡은 酒井拓也와 河合泰志가 담당했다.
기타는 鈴木洋輔가 담당했다. 풀 뮤직 비디오에서 안무는 荒木結花가 담당했다. 주식회사 세가가 운영하는 아케이드 게임 「츄니즘」의 수록곡으로써 만들어진 오리지널 곡이다. 이 곡은 3개월 연속 디지털 릴리스의 제 3탄으로써 수록되었고, 8월 21일에 자신의 방송에서 발표되었다. 『바이바이레이니』와 함께 수록되었다. 다음날 오전 0시부터 디지털 발매 되었다.
게임판 뮤직・비디오가 17일에 공개되었다. 풀뮤직・비디오가 21일에 공개되었다. 악곡의 제작에 있어 작편곡은 『NEXT COLOR PLANET』을 작곡한 酒井拓也가 맡았다. 다른 악곡 제작에는 酒井拓也의 소속인 Arte Refact의 맴버가 여럿 참가했다.
츄니즘의 콜라보는 이 곡이 게임 안에 새로운 맵 「PARADISE ep.V」의 한 곡으로써 수록되어 있다. 2021년 8월 19일 게임 안에서 플레이 할 수 있게 되었다. 츄니즘의 공식 Twitter에 「PARADISE ep.V」에 대해 『신진인기 VTuber&크리에이터인 옴니버스 새 레벨』이라고 소개되었고, 스이세이 외 악곡이 수록된 아티스트로는 「memex」, 「봇치보로마루」,「KMNZ」,「Marpril」의 4명이 있다. 또한, 게임 안 캐릭터로 등장하기도 했다.
『바이바이레이니』
2021년 8월 21일에 발표된 곡이다. 작사・작편곡은 堀江晶太가 담당했다. 자신의 유튜브 채널에 공개하며 같은 날 진행한 방송에서, 3개월 연속 디지털 릴리즈 제 3탄으로서 발표했다. 같은 방송에서 처음으로 피로했다. 다음날인 22일부터 디지털 릴리즈 되었다. 수록곡으로 『제멋대로 Dazzling』이 포함되어 있다.
기타 음악 활동

『3시12분』
2021년 7월 14일에 VIA로부터 디지털 릴리즈 되었다. 작사작곡은 TAKU INOUE, 기타는 後藤貴徳, 보컬은 호시마치 스이세이가 담당했다.
TOY'S FACTORY 내의 레이블인 VIA로부터 메이저 데뷔를 하는 것이 결정된 TAKU INOUE의 메이저 데뷔곡 『3시12분』의 보컬을 담당하는 것이 결정되었다.
악곡에 있어, 음악 평론가는 악곡에 관해서, 『부드러운 비트에 〈밤은 이미 반환된 것 같다〉라고 하는 가슴에 박히는 파워 프레이즈. 애절하게도 마음을 춤추는 가사와 멜로디, 그리고 압도적인 가창력의 케미스트리로부터 태어나는 고양감. 밤거리에 반짝이는 신감각의 이모셔널한 미드나잇 미들튠이 여기에 완성되었다.』라고 표현하고 있다.
디지털 발매에 선행해서, 2021년 6월 28일에 티저 영상이 유튜브에 공개되었다. 7월 1일에는 TikTok에서 선행 공개하고, 우타넷에 가사가 등록되었다. 우타넷에서는 선행공개곡한정의 주목도 랭킹에 이틀 연속으로 1위를 차지했고, 데일리 랭킹에 첫등장 9위를 달성했다.
7월 3일에는 전국AM・FM15구에서 파워 플레이, 헤비로테이션이 개시 되었다. J-WAVE의 라디오 「RADIO DONUTS」에서는 井上本人가 게스트로 출연해, 곡에 대해 소개하였다. 「M-ON!」에서는 2021년 7월 16일부터 2021년 8월 15일까지 M-ON!Recommend에 선택되었다. 「USEN HITS!」에서는 스태프 주목곡으로써 선택되었다. J-WAVE의 「TOKIO HOT 100」에 있어 7월 14일자에 최고 23위에 랭크인했다. CROSS FM 「CROSS COUNT DOWN RADIO」에 8월 1일자로 최고 2위에 랭크인했다. 「MTV JAPAN」의 8월전기 BUZZ CLIP에 선곡 되었다. FM오사카의 8월 악곡으로써 파워플레이 되었다. 『CROSS COUNTDOWN RADIO』의 TOP39~Thank you~차트에 8월 8일자 1위를 달성했다.
디지털 릴리즈를 기념해, TAKU INOUE의 유튜브 채널에 2021년 7월 14일 21시부터 방송된 「TAKU INOUE 메이저 발매 기념방송DJ」에 게스트로 출연했다.
Spotify 일본의 급상승세에 7월 13일자로 2위를 달성했고, 공식 플레이리스트 「반짝반짝 팝재팬」에 리스트 인했다. Apple Music의 New Music Daily, 최근 곡: J-Pop에 7월 16일자에 리스트 인했다. SHAZAM Discovery JAPAN 채팅에 7월 26일자로 3위에 랭크인했다. Billboard Japan Hot 100에 86위를 달성했고, Billboard Japan Heatseekers Songs에 7월 21일자로 2위를 달성하였으며, 7월 28일자로 15위를 달성했고, 8월 4일자로 16위, 8월 11일자에 19위, Billboard Japan Download Songs에 37위를 달성했다. 이 곡은 TAKU INOUE가 2021년 12월 22일에 발매한 EP 『ALIENS EP』에 수록되는 것이 결정되었다.
『제멋대로 Dazzling』 

『OUT OF FRAME』
버츄얼 유튜버 소속사 니지산지의 탤런트 「이누이 토코」와의 듀엣곡이다. 작사는 松井洋平, 작곡은 桑原聖, 편곡은 酒井拓也가 담당했고, 드럼은 裕木レオン이 담당했다.
악곡은 스이세이의 솔로라이브인 「Hoshimachi Suisei 1st Solo Live "STELLAR into the GALAXY" Supported By Bushiroad」에서 이누이 토코가 게스트로 출연해 처음으로 선보였다. 다음날 0시에 발신이 시작되었다. 뮤직・비디오는 없다.
홀로라이브 프로덕션의 소속되어 있는 탤런트 중, 메이저 데뷔를 한 토키노 소라와 이노나카 뮤직으로 있는 AZKi, 기업 타이업 등의 악곡을 제외하고, 다른 탤런트가 홀로라이브 프로덕션 외의 버츄얼 유튜버와 오리지널 악곡을 공개한 것은 처음이다.
『7days』
2021년 11월 22일 Nintendo Switch・Oculus Quest 2 대응 VR / Non-VR 게임 「DYSCHRONIA: Chronos Alternate」의 시리즈 테마송으로 선정된 것이 발표되었다. 작사・작편곡은 郡陽介가 담당했다.
陽介는 이 게임의 사운드프로듀서 디렉터를 맡고 있고, 스이세이의 표현력에 빠져들어 열렬히 요구했다고 한 것이 계기라고 한다.
이 게임은 2022년에 Oculus Quest 2에 판매 개시되었고, 계절별 에피소드를 공개하고 있는 작품이다. 겨울에는 모든 에피소드를 모아 Nintendo Switch 게임으로서 판매했다.. 이 곡은 그 시리즈 전체를 아우르는 곡으로써, 「시리즈 테마송」이라는 명칭으로 쓰이고 있다. 에피소드 테마송도 존재하지만, 이쪽은 다른 아티스트가 참여한 곡이다.
『藍より群青feat.星街すいせい』
2021년 12우러 14일에 문스타의 공식 Twitter와 夏代孝明의 Twitter에 발표되었다. 작사작곡은 夏代孝明가 담당했다.
이 곡은 신발을 주로 파는 문스타의 신상품 「SKLSHŌTER」의 텔레비전CM으로 쓰였다. 노래 이름에서 알 수 있듯이, 스이세이가 게스트 보컬의 형태로 수록한 노래이다.

### 방송활동
YouTube, bilibili등의 동영상 공유 서비스에서 방송을 하고 있다.

#### YouTube
2018년 3월부터, 동영상을 투고, 라이브 방송을 하고 있다.
활동을 개시한 2018년 말에는, 채널 맴버십 가입자 수가 약 3,600명이었지만, 2018년 12월 29일에 진행한 「V홍백가합전」에서 소개된 것을 계기로 2019년 1월에 약 5300명정도로 증가했다. 그 후 홀로라이브 프로덕션에 소속되어, 2019년 7월에 1만명, 2020년 1월말에 10만명, 같은 해 9월말에 50만명의 맴버십 가입자를 얻게 되었다.
2021년 6월 26일에는 맴버십 가입자 수가 100만명을 넘게 되었다.

#### bilibili
2019년 10월부터, 동영상을 투고, 라이브 방송을 하고 있다.
2020년 3월 1일에 진행한, 3D 모델의 피로 방송에 시청자 인기치가 260만명에 도달해, 2.2억의 금과자방을 얻게 되었다. 또한, 1시간의 라이브 방송 중에 새로 773명의 함장을 얻었고, 함장의 수가 847명에 달하게 되었다. 같은 달 17월에는 함장의 수가 1000명을 돌파했고, bilibili의 전체 방송자 중에서 네 번째로, 버츄얼 유튜버 중 처음으로 1000명의 함장을 얻게 되었다. 스이세이의 bilibili의 팬 수에 대한 함장 수의 비는, 다른 버츄얼 유튜버와 비교했을 때보다 높다. 예를 들어, 같은 홀로라이브 소속 미나토 아쿠아는 약 64만명의 팬에 대해 441명의 함장을 얻었으나, 스이세이는 약 27만명의 팬에 대해, 약 1000명의 함장을 얻었다.